# Hơ Moong
Hơ Moong là một xã thuộc huyện Sa Thầy, tỉnh Kon Tum, Việt Nam.

## Địa lý
Xã Hơ Moong có vị trí địa lý:
- Phía đông giáp huyện Đăk Hà
- Phía tây giáp xã Sa Nhơn
- Phía nam giáp xã Sa Nghĩa
- Phía bắc giáp huyện Đăk Tô.

Xã Hơ Moong có diện tích 69,25 km², dân số năm 2019 là 6.690 người, mật độ dân số đạt 97 người/km².

## Lịch sử
Ngày 22 tháng 3 năm 2006, Chính phủ ban hành Nghị định số 28/2006/NĐ-CP về việc thành lập xã Hơ Moong trên cơ sở 6.523 ha diện tích tự nhiên và 3.532 nhân khẩu của xã Sa Nhơn.